# Hedevig Quiding
Hedevig Faaborg Quiding (født Springborg, 16. september 1867 i København, død 22. oktober 1936 sammesteds) var en dansk operasopran, sangpædagog og musikkritiker. Hun debuterede som 19-årig på Det Kongelige Teater som Philine i Ambroise Thomas' Opera Mignon, men flyttede derefter til Tyskland, hvor hun i løbet af de næste ti år spillede omkring 40 roller i operahusene i Berlin, München og Nürnberg. Ved hjemkomsten til Danmark trak hun sig fra århundredeskiftet tilbage fra scenen for at blive sanglærer og fra 1920'erne en indflydelsesrig musikkritiker. I de senere år koncentrerede hun sig om at skrive og lave radioudsendelser.

## Eksterne Henvisninger
- Hedevig Faaborg Quiding i Dansk Kvindebiografisk Leksikon
- Hedevig Quiding på gravsted.dk (gravsten på Garnisons Kirkegård)